# Àngel Rodamilans i Canals
Àngel Rodamilans i Canals (ur. 1 maja 1874 w Sabadell; zm. 27 lipca 1936 tamże) – hiszpański benedyktyn, Sługa Boży Kościoła katolickiego.

## Życiorys
Angel Rodamilans Canals urodził się 1 maja 1874 roku. Kolejne dwa lata spędził w Barcelonie, gdzie studiował w seminarium diecezjalnym, a także uczył się grać na fortepianie. Potem był nauczycielem muzyki. W 1923 roku wstąpił do klasztoru Montserrat, gdzie był prefektem w prezbiterium w latach 1926–1929. Był również kompozytorem i napisał wiele piosenek; między innymi: Czarna Madonna z Gór, Daisy, Łóżko z cierni, Nazwa, Święty Mikołaj Hymm św. Mikołaja. Został zamordowany w czasie wojny domowej w Hiszpanii; miał 62 lata. W 1992 roku rozpoczął się jego proces beatyfikacyjny.